# Gratien
Pour les articles homonymes, voir Gratien (homonymie).
Cet article concerne l’empereur romain Gratien. Pour le canoniste, voir Décret de Gratien.
Gratien (en latin : Flavius Gratianus Augustus), né en 359 à Sirmium (actuelle Sremska Mitrovica en Serbie) et mort le 25 août 383 à Lugdunum, est un empereur romain qui règne sur la partie occidentale de l’Empire, de 367 à 383.
Fils aîné de l’empereur Valentinien Ier, il accompagne son père au cours de campagnes sur les frontières du Rhin et du Danube. Élevé au rang d’auguste en 367, il est coempereur avec son père, jusqu’à la mort de celui-ci en 375. Il gouverne alors la partie occidentale de l’Empire romain de concert avec son demi-frère, Valentinien II, également auguste en Pannonie. Son oncle, Valens, est empereur dans la partie orientale de l’Empire.
Par la suite, Gratien fait campagne au-delà du Rhin chez les Lentiens, qu’il vainc lors de la bataille d'Argentovaria, en 378. La même année, Valens périt face aux Goths, lors de la bataille d’Andrinople. Devant l’urgence de la situation militaire, Gratien, devenu seul auguste, remplace l'empereur défunt par l'hispanique Théodose (r. 379 – 395) qui, plus tard, sera le dernier empereur à régner seul sur un empire indivis.
La politique religieuse de Gratien — qui l'oppose à l'aristocratie païenne ainsi qu'aux chrétiens ariens — ainsi que son favoritisme envers des militaires étrangers, lui valent de nombreux ennemis. En 383, devant réprimer la rébellion de Magnus Maximus, « comes » de Bretagne, Gratien fait face à celui-ci près de Lutèce. Mais, abandonné par son armée, l’empereur se réfugie à Lugdunum où il est assassiné par un lieutenant de Magnus Maximus.

## Jeunesse et formation

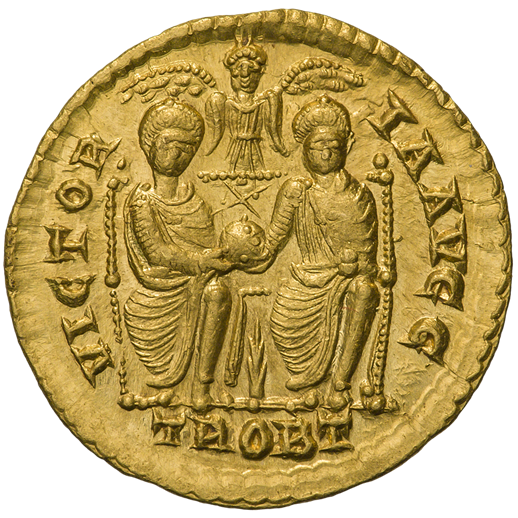
Valentinien et Valens sur leur trône ; verso d’un solidus de Valens avec la légende « Victoria Augg. » (La Victoire de nos Augustes).

Gratien est l’unique fils du futur empereur Valentinien — alors officier de la maison de l’empereur, — et de sa première épouse, Marina Severa,,,. Après être devenu empereur, Valentinien se remarie et a un fils, Valentinien II (r. 375-392), de sa nouvelle épouse Justine (Flavia Justina Augusta).
Le fils aîné de Valentinien naît le 18 avril 359 à Sirmium — aujourd’hui Sremska Mitrovica, en Serbie, alors capitale de la Pannonia Secunda — et reçoit le nom de Gratien en l’honneur de son grand-père, Gratianus, tribun et plus tard « comes » de Bretagne pour Constantin Ier (r. 306-337). Gratien est nommé « consul » avec Flavius Dagalaifus en 366, par son père, qui lui décerne le titre de « nobilissimus puer »,,.
L’année suivante, Gratien accompagne son père dans une expédition contre les Alamans en Gaule. Au cours de la campagne, l’empereur tombe si gravement malade qu’on croit qu’il va mourir. Des coteries se forment alors pour lui choisir un successeur. La cour soutient le « magister memoriae » Rusticus Julianus, alors que l’armée favorise le « magister equitum » Severus. Contre toute attente, Valentinien se rétablit et se hâte de désigner Gratien comme son successeur en le nommant « co-augustus », sans passer, comme le veut la coutume, par l’étape de « césar », voulant sans doute assurer une succession sans difficulté à sa mort. Car le caractère de Gratien qui commence à poindre, suscite quelques inquiétudes. Contrairement à son père et à son oncle Valens, le jeune Gratien, alors âgé de sept ans, ne montre aucune disposition pour l’armée, lui préférant, selon Ammien Marcellin, « humanitate et studiis disciplinarium ».
Son père confie son éducation à l’homme de lettres et pédagogue gallo-romain Ausone. Ce dernier décrit son élève comme possédant un « esprit d’or » (mens aurea). Le jeune homme est effectivement doté de superbes qualités intellectuelles et s’avère un poète de talent ; c’est également un athlète accompli, un cavalier hors-pair et un chasseur émérite. En grandissant toutefois, les plaisirs de la chasse, et plus tard ceux de l’amphithéâtre, lui prennent de plus en plus de temps. Par ailleurs, la prédilection qu’il manifeste pour l’élément barbare de l’armée (en particulier pour sa garde du corps, recrutée parmi les Alains vaincus) au détriment de l’élément romain, lui vaudront plus tard du ressentiment. « Il aurait été doté de toutes les vertus s’il s’était seulement préoccupé d’apprendre l’art de gouverner, dont il était éloigné à la fois par tempérament et par éducation ».
Gratien est nommé consul pour la deuxième fois en 371 avec Petronius Probus, et à nouveau en 374, avec cette fois Flavius Equitius. En 374, âgé de quinze ans, il épouse la fille de l’ancien empereur Constance II (r. 337 – 361), Flavia Maxima Constantia. Le mariage a lieu à Trèves, consolidant le lien dynastique de Valentinien. Lorsque celle-ci meurt en 383, il épouse une personne que nous ne connaissons que par son nom de Laeta,.

## Une succession difficile
Valentinien Ier meurt subitement le 17 novembre 375 à Brigetio (aujourd’hui Szöny, en Hongrie), au retour d’une campagne victorieuse contre les Quades et les Sarmates qui, l’année précédente, ont pillé la Pannonie et les provinces du sud, expédition pendant laquelle Valentinien a laissé Gratien à Trèves. Les craintes éprouvées par Valentinien au sujet de sa succession ne tardent pas à se matérialiser. Quelques jours après son décès, l’un de ses principaux généraux — probablement son « magister peditum » (commandant de l’infanterie), le franc Mérobaud — proclame « auguste » le fils que le défunt a eu de sa deuxième épouse (le futur Valentinien II), sous prétexte de vouloir étouffer une rébellion au sein de l’armée qui prétend imposer son propre candidat,. Que cette justification soit vraie ou non, elle cache mal le fait que, maintenant âgé d’environ seize ans, le jeune Gratien ne manifeste aucun attrait pour la vie militaire et n’est donc pas un candidat acceptable pour l’armée.
Selon Ammien Marcellin, on aurait pu craindre que Gratien ne prenne ombrage de ce geste. Contre toute attente, ce dernier accède de bonne grâce aux désirs de l’armée : il place le jeune enfant sous sa protection (Valentinien II n’a alors que quatre ans) et veille à son éducation. Gratien prend alors en charge la Gaule, la Bretagne et l’Espagne, alors que Valentinien II est théoriquement mis à la tête de l’Illyricum, de l’Afrique et de l’Italie.

## Lutte contre les Barbares
Le terme générique de « Barbares » que nous utilisons fréquemment recouvre en fait un large ensemble de peuples aux cultures diverses. Certains d’entre eux ont conclu des traités d’amitié avec les Romains, certains même, comme une partie des Goths, sont devenus chrétiens, en adhérant à la confession arienne. D’autres, comme les Alamans, eux-mêmes une confédération de tribus, sont demeurés les ennemis des Romains et la lutte s’est intensifiée depuis 352, alors que, de concert avec les Francs, ils ont franchi le Rhin et envahi l’Empire. Sous la conduite de Valentinien Ier, les forces romaines ont réussi à les défaire à la bataille de Solicinium en 368, mais au prix de lourdes pertes.
Peu après son accession au pouvoir, Gratien doit faire face aux Lentiens, tribu germanique alliée des Alamans qui profitent de ce que le Rhin gèle durant l’hiver 378 pour envahir le territoire romain. Les Romains parviennent à les défaire au mois de mai, lors de la bataille d’Argentovaria (aujourd’hui Horbourg en Alsace). Fait significatif, les armées romaines sont commandées par Nannienus, un Romain assisté par un roi franc, Mallobaudes, qui porte le titre de « comes domesticorum ». Il s'agit de la  dernière campagne d'un empereur romain derrière le limes. Celle-ci vaut à Gratien le qualificatif d’« Alemanicus Maximus ».
Pendant ce temps en Orient, son oncle Valens en 376, conclut un accord avec les Tervinges, Goths convertis au christianisme, et les installe en Thrace. Toutefois, ceux-ci ne trouvent pas sur place l’approvisionnement promis et sont honteusement exploités par le comte Lupinius, de telle sorte que, aidés par les Greuthinges qui ont aussi traversé le Danube, les Tervinges se révoltent. Valens demande alors l’aide de Gratien,.
Occupé par les Lentiens, Gratien ne peut quitter l’Occident immédiatement. Fin 377, il avise son oncle qu’il lui envoie quelques unités de Pannonie assistées de Gaulois sous le commandement du « dux » Frigérid, suivie d’une autre force commandée par le « comes domesticorum » Richomer. Mais Frigérid avance lentement, prétextant la goutte pour faire de nombreux arrêts pendant que Mérobaude, alors « magister per Illyricum » laisse derrière lui une partie de ses troupes pour garder les frontières en cas de retour des Alamans,, nouvel indice du peu de cas que les militaires font des ordres de l’empereur. Ce n’est véritablement qu’après la bataille d’Argentovaria que Gratien peut se mettre en route pour aller au secours de son oncle. Assuré de sa victoire et ne voulant pas partager celle-ci avec son neveu, Valens décide de se porter sans l’attendre contre les Goths auxquels il fait face près d’Andrinople au mois d’aout. La défaite est totale et Valens de même que bon nombre de ses généraux y perdent la vie,.
Après cette bataille, les Goths ravagent la Thrace en 378 et l’Illyricum l’année suivante,. Réalisant qu’il ne peut faire face seul au péril qui menace tant l’Orient que l’Occident, Gratien se tourne alors vers un général espagnol, Théodose, fils de Théodose l’Ancien (exécuté pour des raisons obscures sous le règne de Valentinien) avec qui il a participé à la campagne contre les Goths sur le Rhin en 370, et contre les Sarmates sur le Danube en 372-373,. Gratien confie l’Orient à ce dernier, de même que les diocèses de Dacie et de Macédoine — qui jusque-là faisaient partie de son propre domaine. À partir de Thessalonique, Théodose commence à rétablir l’ordre et est promu « augustus » pour l’Orient le 19 janvier 379,.
Gratien peut alors retourner en Occident.

## Politique domestique
Gratien a établi sa cour à Trèves. L’année suivant son avènement (376), il se rend à Rome, probablement pour célébrer ses decennalia — des doutes ont cependant été émis sur cette visite.
Très tôt les conseillers de Valentinien, originaires de Pannonie, comme Maximius, préfet du prétoire des Gaules, et Léon, le maitre des offices, sont évincés du pouvoir. Ils sont remplacés par le tuteur gaulois de Gratien, Ausone, lequel profite de son influence sur l’empereur pour placer parents et amis dans les postes libérés, renforçant ainsi l’influence gauloise à la cour impériale. Gratien s’appuie aussi sur l’aristocratie sénatoriale chrétienne de Rome : Petronius Probus devient préfet des Gaules en 380 et préfet d’Italie en 383.
Une fois Théodose bien établi en Orient, en 381, Gratien transfère sa capitale de Trèves à Milan et s'y rapproche de l'évêque de la ville, Ambroise. Selon Ammien Marcellin, il s’intéresse davantage, comme Commode avant lui, aux prouesses personnelles dans l’arène qu’à la supervision des opérations militaires,, d’autant plus que l’accord de paix conclu avec les Barbares en 382 permet de transformer ceux-ci, après leur installation en Mésie, en paysans et en soldats,. Gratien repeuple également la région de Modène avec des contingents Taïfales.
Ce transfert semble avoir mis fin à l’influence des cercles gaulois, l’empereur préférant laisser la gestion de l’administration courante aux hauts fonctionnaires — entre autres, aux préfets du prétoire issus de l’aristocratie sénatoriale de Rome, comme Sextus Petronius Probus.
En même temps, Gratien, dont la ferveur religieuse ne s’est jamais démentie, semble, sinon tomber sous l’influence de l’évêque de Milan, Ambroise, tout au moins établir avec lui des liens étroits de coopération, de telle sorte que sa politique religieuse marque profondément les derniers mois de son règne.

## Politique religieuse
Le règne de Gratien se situe à un moment où s’essoufflent les courants païens et, à l’intérieur du christianisme, ariens. Ardent défenseur de l’orthodoxie, Gratien entre en conflit, tant avec divers évêques de province ariens, qu'avec son oncle Valens — lui-même arien — ainsi qu’avec la portion de l’aristocratie sénatoriale demeurée païenne.
Au début des années 370, alors même qu’il n’est encore qu’« auguste junior », Gratien est impliqué  dans un conflit opposant un noble espagnol, Priscillian — qui prêche une forme ascétique de christianisme dans le sud de la Gaule et qui a reçu l’appui de plusieurs évêques locaux — à l’évêque de Cordoue, Hyginus. Le conflit parvient jusqu’à la cour impériale où Gratien prend le parti de l’évêque de Cordoue, mais où les collègues de celui-ci appuyant Priscillian réussissent, grâce à l’aide du maitre des offices, à contrecarrer les volontés de l’empereur. En 378/379, probablement sous l’influence de son tuteur Ausone, Gratien promulgue un « édit de tolérance », qui permet de rappeler les évêques ariens exilés par Valens et qui assure la liberté de religion pour tous,.
Toutefois, quelques mois plus tard, en février 380, Gratien, Valentinien II et Théodose émettent conjointement l’« édit de Thessalonique » qui, non seulement met un terme à la tolérance religieuse en vigueur depuis la mort de Julien, mais fait du christianisme nicéen la seule forme de christianisme autorisée, rendant illégale toute autre religion,.
Prenant de manière de plus en plus affirmée le parti du christianisme nicéen, en 382, Gratien fait retirer de la salle de réunion de la curie du Sénat la statue de la Victoire et supprime certains privilèges financiers des vestales ou encore le droit de leur collège à hériter de terres de personnes privées, provoquant ainsi le scandale chez une aristocratie païenne encore influente à Rome — bien que ces rescrits n'aient qu'une portée locale. Suivant Zosime — longtemps relayé par l'historiographie chrétienne —, Gratien serait l'un des premiers empereurs à avoir refusé le titre et le manteau de Pontifex maximus. Mais cette affirmation est aujourd'hui largement remise en question.
Enfin, en 383, Gratien promulgue une « loi contre l’apostasie », qui fait de celle-ci un crime punissable selon la loi.

## Usurpation de Magnus Maximus et mort
Le fait d'avoir écarté de la haute administration les fonctionnaires païens au profit de chrétiens, son manque d’intérêt pour la chose militaire et sa prédilection au sein de l’armée pour sa garde personnelle — composée de déserteurs alains, et partant, ariens —, aliènent à Gratien de vastes secteurs de la classe dirigeante,.
L’été 383, Gratien doit se diriger vers la Rhétie où les Alamans s’agitent. Au même moment, le « comes » de Bretagne, Magnus Maximus, se révolte et est acclamé empereur par ses troupes. Traversant alors la Manche, il affronte Gratien aux environs de Paris,. L’armée de Germanie s’étant déjà ralliée à Maximus, la cavalerie maure de Gratien suit son exemple et, avec d’autres troupes, abandonne l’empereur. Gratien n’a alors d’autre choix que de s’enfuir vers les Alpes, poursuivi par Andragathius — « magister militum » de Maximus —, qui le rattrape à Lyon. Une rencontre est organisée au cours de laquelle le renégat assassine Gratien, le 25 août 383,,.
Maître de la Gaule, de la Bretagne et de l’Espagne, Maximus installe sa capitale à Trèves, pendant que le successeur légitime de Gratien, Valentinien II (r. 375-392) — toujours sous la tutelle de sa mère Justine — règne sur l’Italie, la Dacie et la Macédoine, tandis que Théodose demeure empereur en Orient. En 387, Maximus envahit l’Italie, forçant Valentinien II et sa cour à se réfugier à Thessalonique. Théodose se décide alors à agir : il bat Maximus à Poetovio (aujourd'hui, Ptuj, en Slovénie), le fait exécuter en août 388, puis, après un court séjour à Rome pour manifester sa clémence aux sénateurs ayant reconnu l’usurpateur, retourne à Milan, sa capitale depuis 381.

## Jugement
Le court règne de Gratien renforce certaines tendances déjà apparues à cette époque du Bas Empire. Tout d'abord, l’empereur doit non seulement être chrétien, mais s’affirmer comme défenseur de la foi : le confirment son abandon des traditions païennes et son association au christianisme orthodoxe face à l’hérésie arienne. Deuxièmement, les peuples barbares prennent une place de plus en plus grande au sein de l’Empire où, non seulement ils s’installent — gouvernés par leurs propres chefs et régis par leurs propres lois, comme le montrera le traité de 382 avec les Wisigoths —, mais encore, occupent des positions d’importance au sein de l’armée impériale. Enfin, les évènements entourant tant l’avènement de Gratien que sa mort, montrent le rôle de plus en plus important que joue l’armée dans le choix et le maintien au pouvoir des empereurs.